# Рамирес, Оскар
О́скар Анто́нио Рами́рес Эрна́ндес (исп. Óscar Antonio Ramírez Hernández; род. 8 декабря 1964 года, Белен, Коста-Рика) — коста-риканский футболист и футбольный тренер. C 2015 по 2018 годы — главный тренер сборной Коста-Рики.

## Биография

### Футболиста
Выступал на позиции полузащитника. Большую часть своей карьеры Рамирес провел в ведущих клубах страны «Алахуэленсе» и «Саприсса». Кроме них он играл в «Белене» и «Гуанакастеке». На протяжении 12 лет Оскар Рамирес вызывался в национальную сборную страны. Вместе с ней он принимал участие в ЧМ-1990 в Италии, где костариканцы дошли до 1/8 финала. Всего за сборную полузащитник провел 75 игр и забил 6 мячей.

### Тренера
Оскар Рамирес начал свою тренерскую карьеру в «Белене». Затем он в течение нескольких лет ассистировал своему бывшему партнеру по сборной Эрнану Медфорду в «Саприссе» и национальной сборной. В 2010 году возглавил «Алахуэленсе». Этот клуб Рамирес несколько раз приводил к титулу чемпиона Коста-Рики. В 2012 году специалист был назван лучшим футбольным тренером года в стране.
В 2014—2015 гг. Рамирес параллельно помогал Пауло Ванчопе в сборной Коста-Рики. После ухода последнего из-за драки со стюардом был назначен главным тренером сборной.

## Достижения

### Футболиста
- Чемпион Коста-Рики (8): 1983, 1984, 1990-91, 1991-92, 1993/94, 1994/95, 1997/98, 1998/99.
- Победитель Лиги чемпионов КОНКАКАФ (2): 1986, 1995
- Финалист Межамериканского кубка (1): 1995.
- Обладатель Клубного кубка UNCAF (1): 1998.

### Тренера
- Чемпион Коста-Рики (5): 2010/11 (Инвьерно), 2010/11 (Верано), 2011/12 (Инвьерно), 2012/13 (Инвьерно), 2013/14 (Инвьерно).